# Veronica insularis
Veronica insularis är en grobladsväxtart som beskrevs av Thomas Frederic Cheeseman.
Veronica insularis ingår i släktet veronikor och familjen grobladsväxter. Inga underarter finns listade i Catalogue of Life.